# Тауссиг, Хелен Брук
Хелен Брук Тауссиг (англ. Helen Brook Taussig; 24 мая 1898[…], Кембридж, Массачусетс — 20 мая 1986[…], Кеннетт-Скуэр, Пенсильвания) — американский врач — основательница детской кардиологии. Разработала концепцию паллиативной хирургической операции, позволяющей продлить жизнь детям с тетрадой Фалло, реализованной на практике кардиохирургом Альфредом Блейлоком (операция Блейлока-Тауссиг).
Член Национальной академии наук США (1973).

## Биография
Хелен Брук Тауссиг родилась в городе Кембридж (штат Массачусетс) в семье экономиста Фрэнка Тауссига и его жены Эдит (в девичестве Томас), которая одной из первых получила образование в колледже Рэдклифф. Была младшей из четырёх детей в семье. Мать Хелен умерла от туберкулёза, когда девочке было 11 лет. Хелен и сама заразилась туберкулёзом и болела несколько лет, что затруднило для неё учёбу в школе. Ещё одной проблемой, мешавшей ей учиться была дислексия. Два года училась в колледже Рэдклиффа. В 1921 году окончила Калифорнийский университет в Беркли со степенью бакалавра. В 1927 году окончила Школу медицины Джонса Хопкинса.
Скончалась  20 мая 1986 года в результате автокатастрофы в возрасте 87 лет. 